# Jean Deretti
Jean Alexandre Deretti, mais conhecido como Jean Deretti (Jaraguá do Sul, 1 de maio de 1993), é um futebolista brasileiro que atua como meia. Atualmente, joga na Romênia pelo FC Clinceni .

## Carreira

### Início
Jean Deretti é natural de Jaraguá do Sul. Revelado pelo Figueirense em 2011, atuou em apenas 2 partidas como profissional e voltou ao Sub-20 no mesmo ano. Em 2012, foi reintegrado ao time profissional, onde atuou por 8 jogos.

### Grêmio
Em 2013, demonstrou interesse do Grêmio, e acabou acertando seu empréstimo com o time gaúcho.

### Joinville
Após voltar de empréstimo do Grêmio, em setembro de 2014, Deretti foi novamente emprestado, desta vez ao Joinville, para jogar a Série B.

### Retorno ao Figueirense
Em 2015, retornou ao Figueirense para a disputa do Campeonato Catarinense, Copa do Brasil e da Série A.

## Estatísticas
Até 20 de abril de 2015.
| Clube             | Temporada         | Campeonato nacional | Campeonato nacional | Campeonato nacional | Copa nacional | Copa nacional | Competições continentais | Competições continentais | Outros | Outros | Total | Total |
| Clube             | Temporada         | Divisão             | Jogos               | Gols                | Jogos         | Gols          | Jogos                    | Gols                     | Jogos  | Gols   | Jogos | Gols  |
| ----------------- | ----------------- | ------------------- | ------------------- | ------------------- | ------------- | ------------- | ------------------------ | ------------------------ | ------ | ------ | ----- | ----- |
| Figueirense       | 2011              | Série A             | 2                   | 0                   | 0             | 0             | 0                        | 0                        | 0      | 0      | 2     | 0     |
| Figueirense       | 2012              | Série A             | 7                   | 0                   | 0             | 0             | 1                        | 0                        | 5      | 1      | 13    | 1     |
| Figueirense       | Total             | Total               | 9                   | 0                   | 0             | 0             | 1                        | 0                        | 5      | 1      | 15    | 1     |
| Grêmio (emp.)     | 2013              | Série A             | 3                   | 0                   | 0             | 0             | 1                        | 0                        | 5      | 0      | 9     | 0     |
| Grêmio (emp.)     | 2014              | Série A             | 1                   | 0                   | 0             | 0             | 1                        | 0                        | 10     | 2      | 11    | 2     |
| Grêmio (emp.)     | Total             | Total               | 4                   | 0                   | 0             | 0             | 2                        | 0                        | 15     | 2      | 21    | 2     |
| Joinville (emp.)  | 2014              | Série B             | 3                   | 0                   | 0             | 0             | 0                        | 0                        | 0      | 0      | 3     | 0     |
| Joinville (emp.)  | Total             | Total               | 3                   | 0                   | 0             | 0             | 0                        | 0                        | 0      | 0      | 3     | 0     |
| Figueirense       | 2015              | Série A             | 0                   | 0                   | 1             | 1             | 0                        | 0                        | 3      | 1      | 4     | 2     |
| Figueirense       | Total             | Total               | 0                   | 0                   | 1             | 1             | 0                        | 0                        | 3      | 1      | 4     | 2     |
| Total na Carreira | Total na Carreira | Total na Carreira   | 16                  | 0                   | 1             | 1             | 3                        | 0                        | 23     | 4      | 43    | 5     |

## Títulos
Joinville
- Campeonato Brasileiro Série - B: 2014

Figueirense
- Campeonato Catarinense: 2015